# جایزه بزرگ بریتانیا ۲۰۲۱
جایزه بزرگ بریتانیا ۲۰۲۱ یک مسابقه اتومبیل‌رانی فرمول یک است که در تاریخ ۱۸ ژوئیه در پیست سیلورستون برگزار می‌شود. این مسابقه به عنوان دهمین دور از مسابقات قهرمانی فرمول یک ۲۰۲۱ خواهد بود.

## زمینه

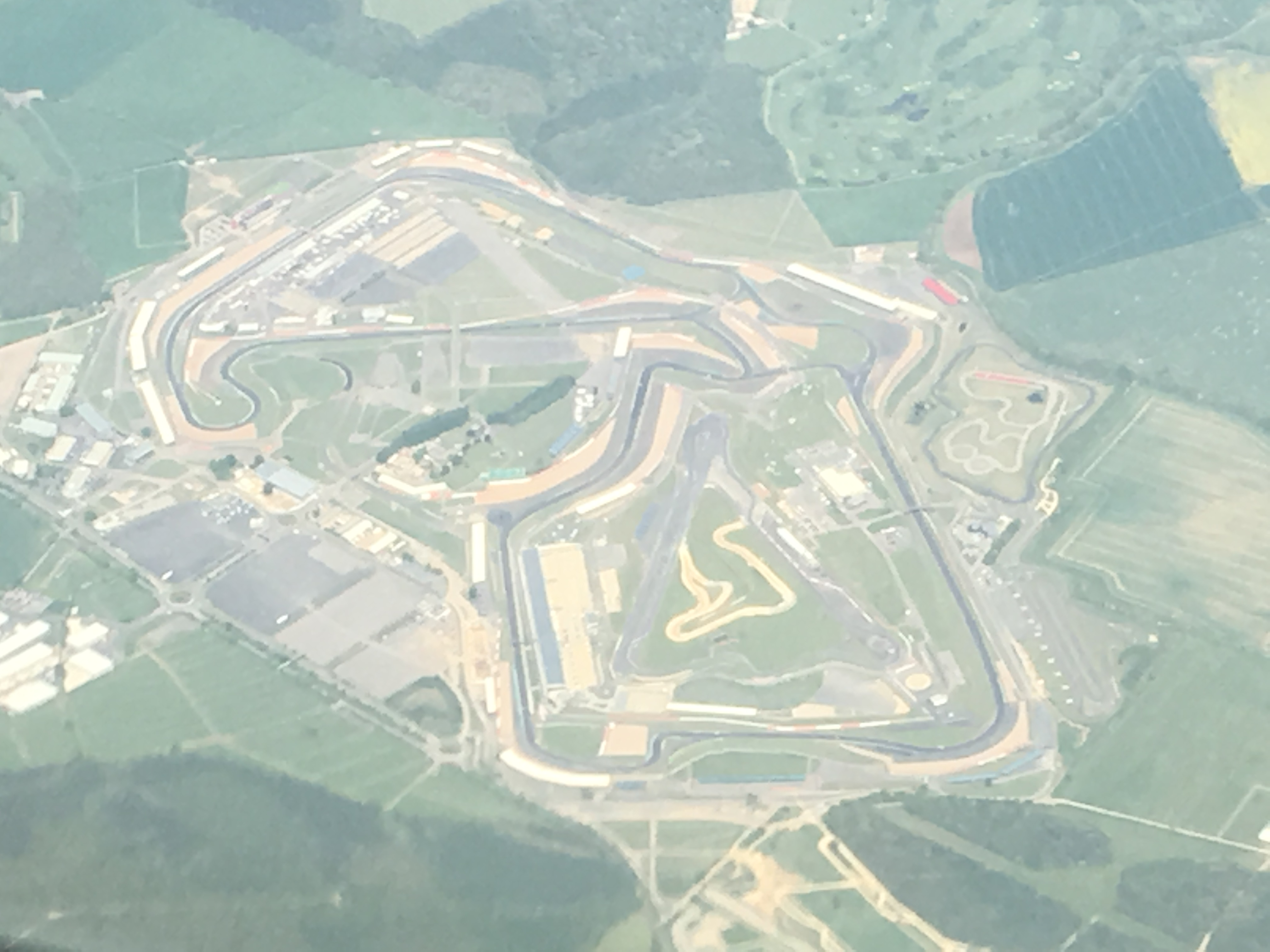
نوای هوایی از پیست مسابقه سیلورستون.

جایزه بزرگ بریتانیا امسال در حال حاضر تنها مسابقه فرمول یک در پیست سیلورستون است که در سال ۲۰۲۱ برگزار می‌شود، پس از برگزاری دو مسابقه پشت سر هم به دلیل همه‌گیری ویروس کرونا در جهان در سال ۲۰۲۰. در فوریه سال ۲۰۲۱، برگزار کنندگان مسابقه اظهار امیدواری کردند که بتوانند با ظرفیت کامل میزبان مسابقه باشند.

### تعیین خط سرعتی
همچنین این مسابقه اولین مسابقه از سه مسابقاتی می‌باشد که به‌طور آزمایشی از چیدمان آخر هفته اسپرینت استفاده می‌کند.

### جدول زمانی
| نوع مرحله      | نام مرحله      | روز مرحله | روز مرحله            | زمان                |
| نوع مرحله      | نام مرحله      | هفتگی     | تاریخی               | زمان                |
| -------------- | -------------- | --------- | -------------------- | ------------------- |
| تمرین          | تمرین ۱        | جمعه      | {{{تاریخ تمرین ۱}}}  | {{{زمان تمرین ۱}}}  |
| تمرین          | تمرین ۲        | جمعه      | {{{تاریخ تمرین ۲}}}  | {{{زمان تمرین ۲}}}  |
| تمرین          | تمرین ۳        | جمعه      | {{{تاریخ تمرین ۳}}}  | {{{زمان تمرین ۳}}}  |
| تعیین خط       | تعیین خط       | جمعه      | {{{تاریخ تعیین خط}}} | {{{زمان تعیین خط}}} |
| مسابقه اسپرینت | مسابقه اسپرینت | شنبه      | {{{تاریخ اسپرنت}}}   | {{{زمان اسپرینت}}}  |
| مسابقه         | مسابقه         | یک‌شنبه    | {{{تاریخ مسابقه}}}   | {{{زمان مسابقه}}}   |

## تعیین خط
| جایگاه              | راننده            | شماره | تیم                | زمان‌ها   | زمان‌ها   | زمان‌ها   |
| جایگاه              | راننده            | شماره | تیم                | Q1       | Q2       | Q3       |
| ------------------- | ----------------- | ----- | ------------------ | -------- | -------- | -------- |
| ۱                   | لوییس همیلتون     | ۴۴    | مرسدس              | ۱:۲۶٫۷۸۶ | ۱:۲۶٫۰۲۲ | ۱:۲۶٫۱۳۴ |
| ۲                   | ماکس فرستاپن      | ۳۳    | ردبول ریسینگ-هوندا | ۱:۲۶٫۷۵۱ | ۱:۲۶٫۳۱۵ | ۱:۲۶٫۲۰۹ |
| ۳                   | والتری بوتاس      | ۷۷    | مرسدس              | ۱:۲۷٫۴۸۷ | ۱:۲۶٫۷۶۴ | ۱:۲۶٫۲۳۸ |
| ۴                   | شارل لکلرک        | ۱۶    | فراری              | ۱:۲۷٫۰۵۱ | ۱:۲۶٫۹۱۹ | ۱:۲۶٫۸۲۸ |
| ۵                   | سرجیو پرز         | ۱۱    | ردبول ریسینگ-هوندا | ۱:۲۷٫۱۲۱ | ۱:۲۷٫۰۷۳ | ۱:۲۶٫۸۴۴ |
| ۶                   | لاندو نوریس       | ۴     | مک‌لارن-مرسدس       | ۱:۲۷٫۴۴۴ | ۱:۲۷٫۲۲۰ | ۱:۲۶٫۸۹۷ |
| ۷                   | دنیل ریکیاردو     | ۳     | مک‌لارن-مرسدس       | ۱:۲۷٫۳۲۳ | ۱:۲۷٫۱۲۵ | ۱:۲۶٫۸۹۹ |
| ۸                   | جورج راسل         | ۶۳    | ویلیامز-مرسدس      | ۱:۲۷٫۶۷۱ | ۱:۲۷٫۰۸۰ | ۱:۲۶٫۹۷۱ |
| ۹                   | کارلوس ساینز      | ۵۵    | فراری              | ۱:۲۷٫۳۳۷ | ۱:۲۶٫۸۴۸ | ۱:۲۷٫۰۰۷ |
| ۱۰                  | سباستین فتل       | ۵     | استون مارتین-مرسدس | ۱:۲۷٫۴۹۳ | ۱:۲۷٫۱۰۳ | ۱:۲۷٫۱۷۹ |
| ۱۱                  | فرناندو آلونسو    | ۱۴    | آلپاین-رنو         | ۱:۲۷٫۵۸۰ | ۱:۲۷٫۲۴۵ | —        |
| ۱۲                  | پیر گسلی          | ۱۰    | آلفاتاوری-هوندا    | ۱:۲۷٫۶۰۰ | ۱:۲۷٫۲۷۳ | —        |
| ۱۳                  | استابان اوکون     | ۳۱    | آلپاین-رنو         | ۱:۲۷٫۴۱۵ | ۱:۲۷٫۳۴۰ | —        |
| ۱۴                  | آنتونیو جوویناتزی | ۹۹    | آلفارومئو-فراری    | ۱:۲۷٫۵۹۵ | ۱:۲۷٫۶۱۷ | —        |
| ۱۵                  | لانس استرول       | ۱۸    | استون مارتین-مرسدس | ۱:۲۸٫۰۱۷ | ۱:۲۷٫۶۶۵ | —        |
| ۱۶                  | یوکی سونودا       | ۲۲    | آلفاتاوری-هوندا    | ۱:۲۸٫۰۴۳ | —        | —        |
| ۱۷                  | کیمی رایکونن      | ۷     | آلفارومئو-فراری    | ۱:۲۸٫۰۶۲ | —        | —        |
| ۱۸                  | نیکلاس لطیفی      | ۶     | ویلیامز-مرسدس      | ۱:۲۸٫۲۵۴ | —        | —        |
| ۱۹                  | میک شوماخر        | ۴۷    | هاس-فراری          | ۱:۲۸٫۷۳۸ | —        | —        |
| ۲۰                  | نیکیتا مازپین     | ۹     | هاس-فراری          | ۱:۲۹٫۰۵۱ | —        | —        |
| زمان ۱۰۷٪: ۱:۳۲٫۸۲۳ |                   |       |                    |          |          |          |
| منابع:              |                   |       |                    |          |          |          |

## تعیین خط سرعتی
| جایگاه                                                  | راننده            | شماره | سازنده             | دور | زمان      | امتیاز |
| ------------------------------------------------------- | ----------------- | ----- | ------------------ | --- | --------- | ------ |
| ۱                                                       | ماکس فرستاپن      | ۳۳    | ردبول ریسینگ-هوندا | ۱۷  | ۲۵:۳۸٫۴۲۶ | ۳      |
| ۲                                                       | لوییس همیلتون     | ۴۴    | مرسدس              | ۱۷  | ۱٫۴۳۰+    | ۲      |
| ۳                                                       | والتری بوتاس      | ۷۷    | مرسدس              | ۱۷  | ۷٫۵۰۲+    | ۱      |
| ۴                                                       | شارل لکلرک        | ۱۶    | فراری              | ۱۷  | ۱۱٫۲۷۸+   |        |
| ۵                                                       | لاندو نوریس       | ۴     | مک‌لارن-مرسدس       | ۱۷  | ۲۴٫۱۱۱+   |        |
| ۶                                                       | دنیل ریکیاردو     | ۳     | مک‌لارن-مرسدس       | ۱۷  | ۳۰٫۹۵۹+   |        |
| ۷                                                       | فرناندو آلونسو    | ۱۴    | آلپاین-رنو         | ۱۷  | ۴۳٫۵۲۷+   |        |
| ۸                                                       | سباستین فتل       | ۵     | استون مارتین-مرسدس | ۱۷  | ۴۴٫۴۳۹+   |        |
| ۹                                                       | جورج راسل         | ۶۳    | ویلیامز-مرسدس      | ۱۷  | ۴۶٫۶۵۲+   |        |
| ۱۰                                                      | استابان اوکون     | ۳۱    | آلپاین-رنو         | ۱۷  | ۴۷٫۳۹۵+   |        |
| ۱۱                                                      | کارلوس ساینز      | ۵۵    | فراری              | ۱۷  | ۴۷٫۷۹۸+   |        |
| ۱۲                                                      | پیر گسلی          | ۱۰    | آلفاتاوری-هوندا    | ۱۷  | ۴۸٫۷۶۳+   |        |
| ۱۳                                                      | کیمی رایکونن      | ۷     | آلفارومئو-فراری    | ۱۷  | ۵۰٫۶۷۷+   |        |
| ۱۴                                                      | لانس استرول       | ۱۸    | استون مارتین-مرسدس | ۱۷  | ۵۲٫۱۷۹+   |        |
| ۱۵                                                      | آنتونیو جوویناتزی | ۹۹    | آلفارومئو-فراری    | ۱۷  | ۵۳٫۲۲۵+   |        |
| ۱۶                                                      | یوکی سونودا       | ۲۲    | آلفاتاوری-هوندا    | ۱۷  | ۵۳٫۵۶۷+   |        |
| ۱۷                                                      | نیکلاس لطیفی      | ۶     | ویلیامز-مرسدس      | ۱۷  | ۵۵٫۱۶۲+   |        |
| ۱۸                                                      | میک شوماخر        | ۴۷    | هاس-فراری          | ۱۷  | ۱:۰۸٫۲۱۳+ |        |
| ۱۹                                                      | نیکیتا مازپین     | ۹     | هاس-فراری          | ۱۷  | ۱:۱۷٫۶۴۸+ |        |
| ۲۰                                                      | سرجیو پرز         | ۱۱    | ردبول ریسینگ-هوندا | ۱۶  | ارتعاش    |        |
| سریع‌ترین دور: لوئیس همیلتون (مرسدس) – ۱:۲۹٫۹۳۷ (دور ۱۷) |                   |       |                    |     |           |        |
| منابع:                                                  |                   |       |                    |     |           |        |

## مسابقه
| جایگاه                                                           | شماره | راننده            | سازنده             | دور | زمان        | امتیاز |
| ---------------------------------------------------------------- | ----- | ----------------- | ------------------ | --- | ----------- | ------ |
| ۱                                                                | ۴۴    | لوییس همیلتون     | مرسدس              | ۵۲  | ۱:۵۸:۲۳٫۲۸۴ | ۲۵     |
| ۲                                                                | ۱۶    | شارل لکلرک        | فراری              | ۵۲  | ۳٫۸۷۱+      | ۱۸     |
| ۳                                                                | ۷۷    | والتری بوتاس      | مرسدس              | ۵۲  | ۱۱٫۱۲۵+     | ۱۵     |
| ۴                                                                | ۴     | لاندو نوریس       | مک‌لارن-مرسدس       | ۵۲  | ۲۸٫۵۷۳+     | ۱۲     |
| ۵                                                                | ۳     | دنیل ریکیاردو     | مک‌لارن-مرسدس       | ۵۲  | ۴۲٫۶۲۴+     | ۱۰     |
| ۶                                                                | ۵۵    | کارلوس ساینز      | فراری              | ۵۲  | ۴۳٫۴۵۴+     | ۸      |
| ۷                                                                | ۱۴    | فرناندو آلونسو    | آلپاین-رنو         | ۵۲  | ۱:۱۲٫۰۹۳+   | ۶      |
| ۸                                                                | ۱۸    | لانس استرول       | استون مارتین-مرسدس | ۵۲  | ۱:۱۴٫۲۸۹+   | ۴      |
| ۹                                                                | ۳۱    | استابان اوکون     | آلپاین-رنو         | ۵۲  | ۱:۱۶٫۱۶۲+   | ۲      |
| ۱۰                                                               | ۲۲    | یوکی سونودا       | آلفاتاوری-هوندا    | ۵۲  | ۱:۲۲٫۰۶۵+   | ۱      |
| ۱۱                                                               | ۱۰    | پیر گسلی          | آلفاتاوری-هوندا    | ۵۲  | ۱:۲۵٫۳۲۷+   |        |
| ۱۲                                                               | ۶۳    | جورج راسل         | ویلیامز-مرسدس      | ۵۱  | +۱ دور      |        |
| ۱۳                                                               | ۹۹    | آنتونیو جوویناتزی | آلفارومئو-فراری    | ۵۱  | +۱ دور      |        |
| ۱۴                                                               | ۶     | نیکلاس لطیفی      | ویلیامز-مرسدس      | ۵۱  | +۱ دور      |        |
| ۱۵                                                               | ۷     | کیمی رایکونن      | آلفارومئو-فراری    | ۵۱  | +۱ دور      |        |
| ۱۶                                                               | ۱۱    | سرجیو پرز         | ردبول ریسینگ-هوندا | ۵۱  | +۱ دور      |        |
| ۱۷                                                               | ۹     | نیکیتا مازپین     | هاس-فراری          | ۵۱  | +۱ دور      |        |
| ۱۸                                                               | ۴۷    | میک شوماخر        | هاس-فراری          | ۵۱  | +۱ دور      |        |
| ب.                                                               | ۵     | سباستین فتل       | استون مارتین-مرسدس | ۴۰  | خرابی موتور |        |
| ب.                                                               | ۳۳    | ماکس فرستاپن      | ردبول ریسینگ-هوندا | ۰   | برخورد      |        |
| سریع‌ترین دور: سرجیو پرز (ردبول ریسینگ-هوندا) - ۱:۲۸٫۶۱۷ (دور ۵۰) |       |                   |                    |     |             |        |
| منابع:                                                           |       |                   |                    |     |             |        |

## رده‌بندی قهرمانی پس از مسابقه
جدول رده‌بندی قهرمانی رانندگان
| ت. ج      | جایگاه | راننده        | امتیازات |
| --------- | ------ | ------------- | -------- |
| Unchanged | ۱      | ماکس فرستاپن  | ۱۸۵      |
| Unchanged | ۲      | لوئیس همیلتون | ۱۷۷      |
| ۱         | ۳      | لاندو نوریس   | ۱۱۳      |
| ۱         | ۴      | والتری بوتاس  | ۱۰۸      |
| ۲         | ۵      | سرجیو پرز     | ۱۰۴      |
| منبع:     |        |               |          |

جدول رده‌بندی قهرمانی سازندگان
| ت. ج      | جایگاه | سازنده             | امتیازات |
| --------- | ------ | ------------------ | -------- |
| Unchanged | ۱      | ردبول ریسینگ-هوندا | ۲۸۹      |
| Unchanged | ۲      | مرسدس              | ۲۸۵      |
| Unchanged | ۳      | مک‌لارن-مرسدس       | ۱۶۳      |
| Unchanged | ۴      | فراری              | ۱۴۸      |
| Unchanged | ۵      | آلفاتاوری-هوندا    | ۴۹       |
| منبع:     |        |                    |          |